# Marocko i olympiska vinterspelen 1992
Marocko deltog i olympiska vinterspelen 1992. Marockos trupp bestod av 12 idrottare, 10 män och 2 kvinnor.

## Resultat

### Alpin skidåkning
- Super-G herrar
  - Brahim Ait Sibrahim - 89
  - El-Hassan Mahta - 91
  - Brahim Id Abdellah - 92
  - Brahim Izdag - 93

- Storslalom herrar
  - Brahim Ait Sibrahim - 78
  - Mustapha Naitlhou - 84
  - Noureddine Bouchaal - 86
  - El-Hassan Mahta - AC

- Slalom herrar
  - Brahim Ait Sibrahim - 52
  - El-Hassan Mahta - 60
  - Hicham Diddoui - AC
  - Brahim Izdag - AC

- Super-G damer
  - Nawal Slaoui - AC

- Storslalom damer
  - Ghalia Sebti - 43
  - Nawal Slaoui - AC

- Slalom damer
  - Nawal Slaoui - 41
  - Ghalia Sebti - AC

### Längdskidåkning
- 10 km herrar
  - Mustapha Tourki - 107
  - Mohamed Oubahim - 108
  - Faissal Cherradi - 110

- Dubbeljakt herrar
  - Mustapha Tourki - 96
  - Mohamed Oubahim - 98
  - Faissal Cherradi - 99